# Neuve-Église (Francja)
Neuve-Eglise – miejscowość i gmina we Francji, w regionie Grand Est, w departamencie Dolny Ren.
Według danych na rok 1990 gminę zamieszkiwało 597 osób, 109 os./km².